# Anna von Medum
Anna von Medum oder Medem (* 1613; † 1674) war eine deutsche christliche Schriftstellerin. Sie verfasste Meditationen und machte es zu ihrer Lebensaufgabe, im Namen des Christentums zu missionieren.

## Leben
Anna von Medum war die Tochter von Anna Dorothea (geb. Tisenhausen). Sie selbst nannte sich von Medum bzw. von Medem, trug jedoch durch ihre verschiedenen Ehen wechselnde Nachnamen. Von Medum fühlte sich von Gott auserwählt und dazu berufen, vor der Bevölkerung zu predigen. Dies geschah gegen den Willen ihres ersten Ehemannes, Johann Koschkul († vor 1646), von dem sie sich jedoch nicht von ihrem Vorhaben hat abhalten lassen, weiter auf öffentlichen Plätzen Reden abzuhalten. Mehrere Jahre lang war von Medum schwer krank. In dieser Zeit berief sie Menschen aus ihrer Nähe zu sich nach Hause ein und predigte dort weiter. Nach Koschkuls Tod schrieb von Medum ihre Visionen nieder und zog nach Riga, da sie hoffte, ihr Werk dort veröffentlichen zu können.
Anna von Medum hatte lange keinen Erfolg, ihre Schriften der Bevölkerung nahezubringen. Sie hatte Schwierigkeiten, einen Verlag zu finden, der ihr Werk publizieren wollte. Nach einigen Fehlversuchen in Riga lernte sie ihren letzten Ehemann Caspar Willhem Marquart Öhlbaum kennen. Dieser war ein Jude, den sie erfolgreich zum Christentum bekehrt hatte. Er half ihr schließlich, das Werk in Amsterdam drucken zu lassen. Da in den Niederlanden zu dieser Zeit das goldene Zeitalter herrschte, war es für Schriftsteller und Schriftstellerinnen möglich, dort frei zu publizieren. Demnach fand von Medium in Amsterdam einen „Gönner“ und ihr Werk wurde veröffentlicht.

## Werke
1646 gelang es von Medum, die antisemitische Schrift Geistlich Jüdischer Wundtbalsam. Für Alle der Jüden Gebrechen und Wunden zu veröffentlichen. Das Werk hat über 200 Seiten und beginnt mit einer sieben Seiten langen Vorrede inklusive Widmung an ihre Mutter. Geteilt ist das Werk in zwei Teile, die jeweils mehrere Kapitel enthalten. Im ersten Teil appelliert von Medum an die Christen, „Ergernüß“ aus dem Weg zu gehen. Dabei verweist von Medum immer wieder auf die zehn Gebote. Den zweiten Teil des Werkes widmet sie ihrem letzten Mann, Marquart Öhlbaum. In dieser Hälfte des Werkes ruft sie Juden und Jüdinnen dazu auf, ihre Religion abzulegen und zum Christentum überzugehen. Laut ihr seien sie unwissend und betrieben „Gotteslästerung“. Sie behauptete überdies, ihr Leben herzugeben, wenn Juden und Jüdinnen dadurch zu einer „Erkäntnis“ kommen würden. Ihr Werk soll sie einem Juden vorgelesen haben, der daraufhin gefordert habe, dass sie ihre Schrift ins Hebräische übersetzen lasse. Von Medum verfasste weitere an „Jüden“ verfasste Schriften, die jedoch nicht überliefert sind.
Von Medums Schriften sorgten für Aufsehen und Kritik. Eine negative Rezension zu ihrem Werk Geistlicher Jüdischer Wundtbalsam wurde von Joh. Jac. Held Mecklenburgersis in seinem Historischer Bericht / Von den praetendirten Propheceyungen verfasst. In diesem wird sie mehrmals kritisiert und ihr Werk als „Geschmier“ betitelt. Hierbei bezieht sich die Rezension weniger auf von Medums antisemitische Ansichten, sondern hauptsächlich darauf, dass sie als Frau überhaupt predigt und etwas Literarisches verfasst hatte. Held verweist auf Paulus von Tarsus’ Verordnung, wonach Frauen sich im Hintergrund aufhalten müssten, keine Texte verfassen und dem Mann unterstellt sein sollten. Bei Wissensfragen hätten sie sich an den Mann zu wenden, da dieser ihre Fragen beantworten könne.
Johann Heinrich Feustking erwähnte von Medum in seinem Werk Gynaeceum haeretico fanaticum. Auch in seiner Rezension wird von Medums Arbeit nicht gelobt, sondern als „fanatisch“ und sie selbst als „falsche Prophetin“ bezeichnet.